# Fairmont (Nebraska)
Fairmont es una villa ubicada en el condado de Fillmore en el estado estadounidense de Nebraska. En el Censo de 2010 tenía una población de 560 habitantes y una densidad poblacional de 265,3 personas por km².

## Geografía
Fairmont se encuentra ubicada en las coordenadas 40°37′59″N 97°35′16″O / 40.63306, -97.58778. Según la Oficina del Censo de los Estados Unidos, Fairmont tiene una superficie total de 2.11 km², de la cual 2.11 km² corresponden a tierra firme y (0%) 0 km² es agua.

## Demografía
Según el censo de 2010, había 560 personas residiendo en Fairmont. La densidad de población era de 265,3 hab./km². De los 560 habitantes, Fairmont estaba compuesto por el 97.68% blancos, el 0% eran afroamericanos, el 0.54% eran amerindios, el 0.18% eran asiáticos, el 0% eran isleños del Pacífico, el 1.43% eran de otras razas y el 0.18% pertenecían a dos o más razas. Del total de la población el 2.32% eran hispanos o latinos de cualquier raza.

## Historia
Fairmont se construyó en 1871, cuando el ferrocarril Burlington & Quincy se extendió hasta ese punto. El nombre se eligió para ajustarse a las paradas alfabéticas de la nueva línea que viajaba hacia el oeste desde Lincoln: Berks, Crete, Dorchester, Exeter, Fairmont, Grafton, Huxley, etc. Fairmont es un nombre descriptivo que hace referencia a la ubicación panorámica de la ciudad en una elevación elevada. En el otoño de 1872 Fairmont tenía un edificio escolar, hoteles, más tiendas, almacenes de madera y almacenes de carbón y piensos en construcción. El primer periódico, "Fairmont Bulletin" se publicó en 1872. En 1881 ya había tres con la aparición del "Nebraska Bulletin" y el "Nebraska Signal".
Una de las primeras empresas importantes, la Fairmont Creamery Company, se fundó en 1884. Las oficinas corporativas se trasladaron a Omaha en 1907.